# آزمایشگاه کلارندون

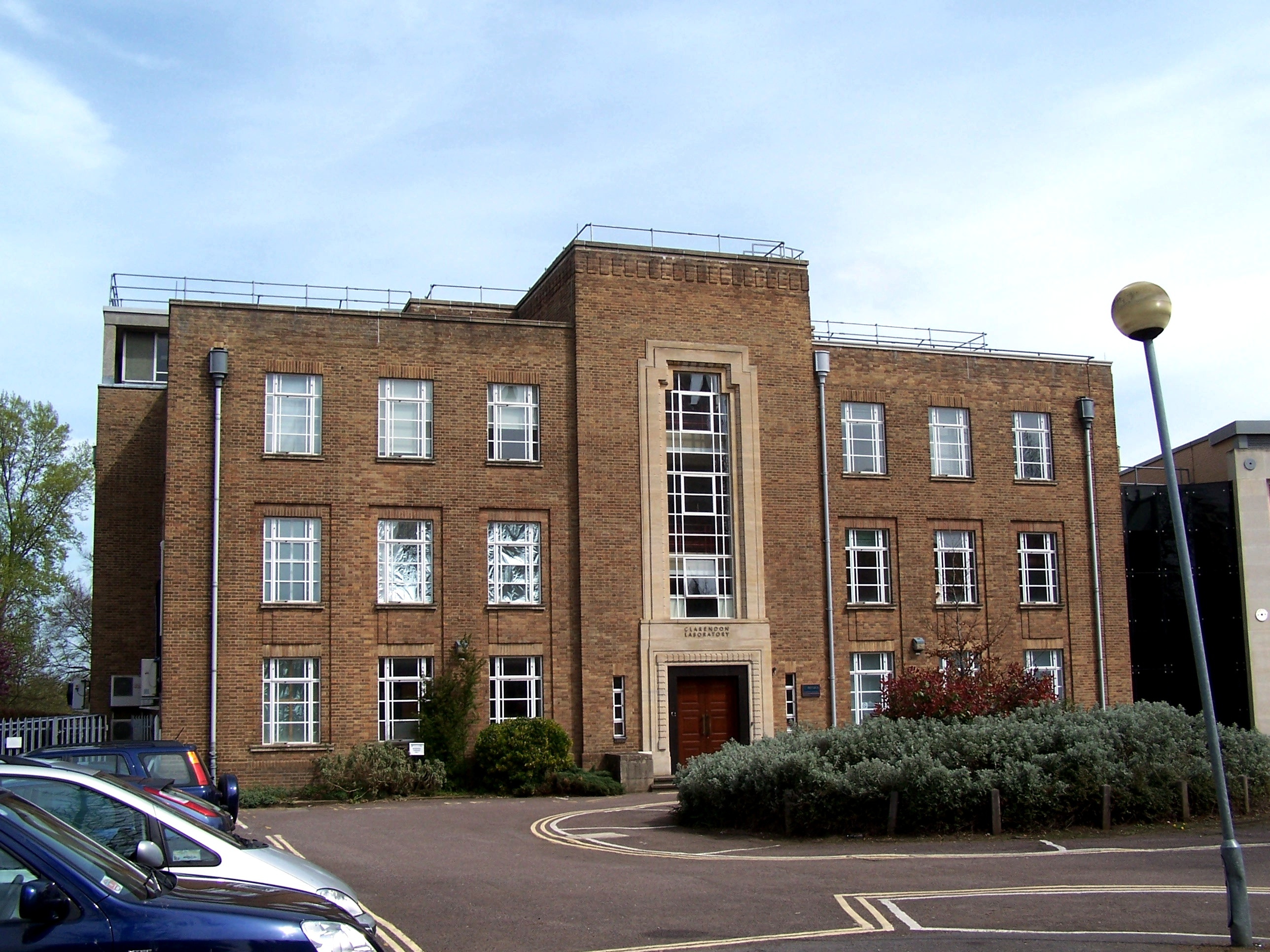
نمایی از ساختمان لیندمن، یکی از ساختمان های آزمایشگاه کلارندون.

آزمایشگاه کلارندون (انگلیسی: Clarendon Laboratory) واقع در پارکز رود آکسفورد انگلستان و بخشی از دپارتمان فیزیک دانشگاه آکسفورد می باشد. این آزمایشگاه در حوزه های فیزیک اتمی، مولکولی و نوری، فیزیک ماده چگال و زیست‌فیزیک فعالیت دارد.